# Dzierzbik górski
Dzierzbik górski (Malaconotus monteiri) – gatunek średniej wielkości ptaka z rodziny dzierzbików (Malaconotidae). Prawdopodobnie jest endemitem Angoli. Jest bliski zagrożenia wyginięciem.

## Systematyka
Zazwyczaj wyróżnia się dwa podgatunki dzierzbika górskiego:
- M. m. perspicillatus (Reichenow, 1894) – dzierzbik kameruński[4] – góra Kamerun w Kamerunie
- M. m. monteiri (Sharpe, 1870) – dzierzbik górski[4] – zachodnia i północno-zachodnia Angola

Status podgatunku perspicillatus jest niepewny. Został on opisany w 1894 roku na podstawie jednego okazu z góry Kamerun. Nowsze stwierdzenia tego podgatunku mogą dotyczyć bardzo podobnego dzierzbika szarogłowego (Malaconotus blanchoti), zaś stwierdzenie z kameruńskiej góry Kupe prawdopodobnie dotyczy odmiany barwnej dzierzbika bojowego (M. gladiator).

## Występowanie
Dzierzbik górski występuje w zachodniej i północno-zachodniej Angoli. Przypuszcza się, że może występować również na terenie Kamerunu, jednak od wielu lat brakuje potwierdzonych stwierdzeń z tego kraju. Występuje do wysokości 1450 m n.p.m.

## Morfologia
Osiąga 27 cm długości. Ma masywną głowę oraz dziób zakończony haczykiem. Ma zielonożółte skrzydła i ciemną głowę.

## Status
W Czerwonej księdze gatunków zagrożonych IUCN dzierzbik górski jest uznawany za gatunek bliski zagrożenia (NT, Near Threatened). Szacuje się, że jego populacja liczy 1000–6700 dorosłych osobników. Trend liczebności oceniany jest jako spadkowy ze względu na postępujące niszczenie jego siedlisk.